# Флоренс Гріффіт-Джойнер
Делорес Флоренс Гріффіт-Джойнер (англ. Delorez Florence Griffith Joyner, 21 грудня 1959 — 21 вересня 1998) — американська легкоатлетка, спринтерка, олімпійська чемпіонка та рекордсменка світу.
Флоренс Гріффіт-Джойнер вважається найшвидшою жінкою всіх часів. Їй досі, станом на травень 2024, належать рекорди в бігові на 100 та 200 метрів, встановлені ще 1988 року. Рекорд світу на стометрівці становить 10,49 секунди. Його Гріффіт-Джойнер встановила 16 липня 1988 року в Індіанаполісі. Рекорд світу на 200-метрівці — 21,34 секунди. Він встановлений на Сеульській олімпіаді 1988 року.
Флоренс померла у віці 38 років уві сні внаслідок епілептичного спазму.
Чоловік та тренер Флоренс, Ел Джойнер — чемпіон Олімпіади в Лос-Анджелесі в потрійному стрибку.

## Виступи на Олімпіадах
| Олімпіада         | Дисципліна              | Місце |
| ----------------- | ----------------------- | ----- |
| Лос-Анджелес 1984 | біг на 200 метрів       | 2     |
| Сеул 1988         | біг на 100 метрів       | 1     |
| Сеул 1988         | біг на 200 метрів       | 1     |
| Сеул 1988         | естафета 4 x 100 метрів | 1     |
| Сеул 1988         | естафета 4 x 400 метрів | 2     |